# Jaimito
Jaimito, Pepito, Benito, Toto, Pierino o Johnny son los nombres del protagonista principal según las distintas culturas, de los popularmente conocidos como «chistes de Jaimito».
En los países hispanohablantes, este personaje es un niño pequeño y bastante travieso, que continuamente está haciendo preguntas pícaras y descaradas y jugándole bromas a la gente. Estos chistes a menudo son verdes (zafados), y tratan temas tabú, sexuales o considerados de mal gusto, groseros, zafios u obscenos y con frecuencia juegan con el doble sentido de las palabras. Este personaje es usado ampliamente en España y los países de Hispanoamérica, y es usual que sus chistes se repitan en reuniones de amigos e incluso en reuniones familiares.

## Equivalentes en distintos países o regiones
- África del Sur: Jannie
- Alemania: Klein Fritzchen
- Argentina: Jaimito
- Armenia: Vartonik
- Brasil: Joãozinho
- Bulgaria: Ivancho
- Canadá: Johnny
- Cataluña: Jaumet
- Chile: Juanito
- Croacia: Ivica
- Chequia: Pepíček
- Cuba: Pepito
- Eslovaquia: Moricko
- Eslovenia: Janezek
- España: Jaimito
- Estados Unidos: Johnny
- Estonia: Juku
- Finlandia: Pikku-Kalle
- Países Bajos / Flandes: Jantje
- Francia: Toto
- Grecia: Τοτός (Totós)
- Guatemala: Pepito
- Hungría: Móricka
- India: Shubodh Balok (Bengale), Sheikhchilli, Mulla Nasruddin (Hindi), Santa Singh et Banta Singh (Punjabi)
- Inglaterra: Little Johnny
- Italia: Pierino
- Kerala: Unnikuttan
- Kosovo: Hasa & Husa
- Letonia: Jānītis
- Lituania: Petriukas
- Luxemburgo: Pitti
- México: Pepito/Chapulín
- Noruega: Lille Ole
- Nueva Zelanda: Little Hone
- Perú: Jaimito
- Polonia: Jasio
- Portugal: Joãozinho
- Rumania: Bulă
- Rusia y Ucrania: Vovochka (diminutivo de Vladimir)
- San Pedro de Cajas: Kachisiki
- Senegal: Mandemba
- Serbia y Montenegro: Perica
- Sri Lanka: Amdan (Emden)
- Suecia: Tjatte
- Suiza: Ouin-Ouin
- Túnez, Marruecos, y Argelia: ar:جحا Djouhâ, Djeha, Jouha, Jha, J'ha, Chah, Chhâ...
- Turquía: Hüdaverdi
- Uruguay: Carlitos
- Venezuela: Jaimito